# Lina Kiriliuk
Lina Kiriliuk (* 6. Juli 1996) ist eine litauische Leichtathletin, die sich auf den Langstreckenlauf spezialisiert hat.

## Sportliche Laufbahn
Erste internationale Erfahrungen sammelte Lina Kiriliuk im Jahr 2019, als sie bei der Sommer-Universiade in Neapel in 1:21:08 h den 17. Platz im Halbmarathon belegte. Im Jahr darauf wurde sie bei den Halbmarathon-Weltmeisterschaften 2020 in Gdynia nach 1:18:31 h 91. und 2023 wurde sie bei der 2. Liga der Team-Europameisterschaft im Rahmen der Europaspiele in Chorzów in 17:12,49 min Zwölfte im 5000-Meter-Lauf. Im Oktober lief sie bei den Straßenlauf-Weltmeisterschaften in Riga nach 16:38 min auf dem 29. Platz über 5 km ein. Bei den Crosslauf-Europameisterschaften 2024 in Antalya klassierte sie sich nach 28:12 min auf dem 60. Platz im Einzelbewerb und im Jahr darauf wurde sie bei den erstmals ausgetragenen Straßenlauf-Europameisterschaften 2025 in Löwen in 1:17:11 h 32. im Halbmarathon.
In den Jahren 2022 und 2023 wurde Kiriliuk litauische Meisterin im 5000-Meter-Lauf sowie 2023 auch im 10-km-Straßenlauf und 2024 über 10.000 Meter. Zudem wurde sie 2023 Hallenmeister über 3000 Meter.

## Persönliche Bestzeiten
- 3000 Meter: 9:9:44,70 min, 28. Januar 2023 in Vilnius
- 5000 Meter: 16:38,79 min, 5. August 2023 in Valmiera
- 10.000 Meter: 35:30,22 min, 3. Juni 2023 in Pacé
- 5-km-Straßenlauf: 16:38 min, 1. Oktober 2023 in Riga
- 10-km-Straßenlauf: 35:28 min, 10. September 2023 in Vilnius
- Halbmarathon: 1:15:34 h, 12. März 2023 in Lissabon
- Marathon: 2:35:48 h, 18. Februar 2024 in Sevilla